# EFnet

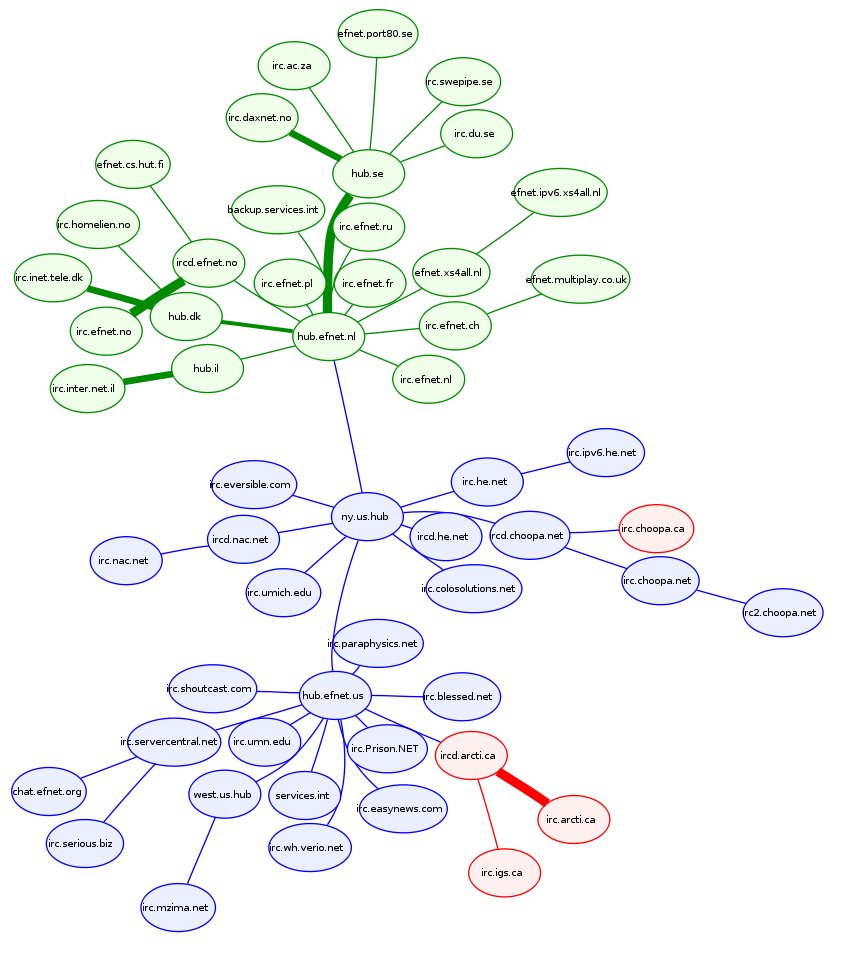
Estructura efnet

EFnet, o Eris Free Network, es una gran red de IRC con más de 70.000 usuarios que tiene raíces en la red de IRC original. Los clientes de IRC pueden conectarse a EFnet mediante irc.efnet.org, que se redirige a un servidor de IRC aleatorio. Los clientes también pueden elegir conectarse directamente al servidor más cercano geográficamente.

## Historia
Inicialmente, la mayor parte de los servidores IRC eran parte de una sola red a la que los nuevos servidores podían conectarse sin restricción. No obstante, dentro de poco esta política empezó a ser abusada por usuarios que establecieron servidores para sabotear a otros usuarios, canales o servidores. En agosto de 1990, uno de los operadores de EFnet, Greg Lindahl ("wumpus"), rompió con los demás servidores para formar EFnet. A consecuencia, la comunidad de administradores se separó en EFnet y A-net (Anarchy Network). Con el tiempo, A-net desapareció, dejando EFnet como la única red de IRC. 
Una serie de problemas con el rendimiento y el abuso de la red finalmente llevó a la creación de otra grande red de IRC, Undernet, que se separó en octubre de 1992.
Destacamos también el papel que jugó, entre 1993 y 1995, el server irc.xs4all.nl cuando lo llevaba Cor Bosnan, uno de los mejores admins del IRC. En esa época, los usuarios se enfrentaron a graves problemas de censura; mientras varios proveedores exigían a sus servers que borrasen de sus i-lines a países enteros, xs4all se volcó en defensa de éstos, permitiendo el acceso libre y ganándose así el respeto de la comunidad IRC entera.
El 24 de julio de 1996, un desacuerdo de política provocó que EFnet se divida en dos partes: la parte un poco más grande europea (incluyendo Australia y Japón) formó IRCnet, mientras que los servidores estadounidenses siguieron bajo el nombre EFnet. Esto se conoció ampliamente como el Great Split (la grande escisión).

## Características
Es probable que EFnet sea la red menos unificada, teniendo significativas variaciones en las reglas de servidor y las políticas entre los servidores diferentes. Hay tres regiones en EFnet, cada una de las cuales tiene su propia estructura política: la UE, Canadá y los EE. UU. Cada región vota a favor o en contra de sus propias solicitudes de servidor. Sin embargo, la comunidad de administradores es la que determina las políticas centrales. Un archivo de votos anteriores se puede encontrar en el sitio de votar de EFnet.
En julio de 2001, un servicio llamado CHANFIX (originalmente JUPES) fue creado para permitir a los operadores de canales recuperar su estado como operadores en caso de que sus derechos se pierdan o alguien se apodere del canal. Si un canal ya no tiene un usuario con el estado de operador, CHANFIX entra automáticamente en el canal para devolverles el estado de operador a los usuarios que satisfagan los requisitos. Con respecto a una usurpación, se debe realizar una solicitud para la activación manual de CHANFIX. Una vez conectado con EFnet, un usuario puede encontrar a un operador de IRC a través de la orden: /stats p. Sólo los administradores de IRC pueden solicitar una activación manual de CHANFIX.
La mayor parte de los servidores de EFnet utiliza ircd-ratbox. Unos cuantos usan ircd-hybrid, y dos utilizan csircd.
Los operadores de canales de EFnet están permitidos gestionar sus canales como quieran sin la intervención de los IRCops. Los IRCops existen primariamente para mantener los servidores mismos, no para meterse en los conflictos de canales. 
A partir de 2008, uno puede conectarse a varios servidores de EFnet mediante SSL.